# Fail
Fail é uma povoação portuguesa do Município de Viseu que foi sede da extinta Freguesia de Fail, freguesia que tinha 6,92 km² de área e 664 habitantes (2011), e, por isso, uma densidade populacional de 96 hab/km².
Em 2013, no âmbito da Lei n.º 11-A/2013, a Freguesia de Fail foi extinta e o seu território inserido na então criada União das Freguesias de Fail e Vila Chã de Sá, com sede em Vila Chã de Sá.

## População
| Número de habitantes | Número de habitantes | Número de habitantes | Número de habitantes | Número de habitantes | Número de habitantes | Número de habitantes | Número de habitantes | Número de habitantes | Número de habitantes | Número de habitantes | Número de habitantes | Número de habitantes | Número de habitantes | Número de habitantes |
| -------------------- | -------------------- | -------------------- | -------------------- | -------------------- | -------------------- | -------------------- | -------------------- | -------------------- | -------------------- | -------------------- | -------------------- | -------------------- | -------------------- | -------------------- |
| 1864                 | 1878                 | 1890                 | 1900                 | 1911                 | 1920                 | 1930                 | 1940                 | 1950                 | 1960                 | 1970                 | 1981                 | 1991                 | 2001                 | 2011                 |
| 421                  | 449                  | 564                  | 506                  | 540                  | 555                  | 748                  | 682                  | 809                  | 747                  | 738                  | 855                  | 877                  | 778                  | 664                  |

## Património
- Igreja Paroquial de Fail.